# حجي عارف بك
حجي عارف بك (وُلِدَ عام 1831 في مدينة إسطنبول في تركيا - وتوفي عام 1885) كان مؤلفًا تركيًا شركسيًا من إسطنبول
واشتهر بتأليفاته على شكل أغنية şarkı، وهو الشكل العلماني الأكثر شيوعًا في الموسيقى الكلاسيكية التركية وكان قد ألّف أكثر من 6-7 أغانٍ.
وهو أيضًا جد أحد أهم السياسيين الأقوياء في تركيا
حسين الدين أوزكان.

## الحياة الشخصية
ولد في منطقة أيوب في إسطنبول
وكان يدرس من قبل عند ملحن الموسيقى الكلاسيكية العثمانية إسماعيل ديدي أفندي
بعد أن علم السلطان عبد المجيد الأوّل بصوته الجميل، كان قد تّم قبوله في مدرسة Muzika-yi Humayun، التي كانت مدرسة الموسيقى العسكرية في الإمبراطورية العثمانية
وبسبب قربه من السلطان، كان مسؤولًا عن تعليم الموسيقى للنساء
وكان لقد وقع في حب إحدى الخادمات الشركسيات، واسمها شيسم دي، وقد قام بتزوجها وأنجب طفلين منها.
قام بتأليف العديد من الأغاني في القصر العثماني وأصبح بعد ذلك رئيس الموسيقيين في قصر الدولة العثمانية آنذاك

## وفاته
في أواخر حياته كان لديه خلافٌ مع السلطان عبد الحميد الثاني في ذلك الوقت، وسُجن لمدة 50 يومًا تقريبًا.
وبينما كان هناك، قام بتأليف العديد من الأغاني، والتي تم تقديرها في وقت لاحق من قبل الخليفة عبد الحميد الثاني